# Acrotona promissionum
Acrotona promissionum – gatunek chrząszcza z rodziny kusakowatych i podrodziny rydzenic.
Gatunek ten opisał po raz pierwszy w 1995 roku Roberto Pace na łamach „Revue suisse de Zoologie”. Jako lokalizację typową wskazano okolice Nanyuki w Kenii.
Chrząszcz o błyszczącym, wydłużonym w zarysie ciele długości 2,5 mm. Głowa jest brązowa, o zatartym siateczkowaniu i wyraźnym ziarenkowaniu. Ubarwienie całych czułków jest jednolicie brązowe. Brązowe przedplecze ma wyraźne ziarenkowanie, ale jest zupełnie pozbawione siateczkowania. Z kolei na brązowych pokrywach wyraźne jest zarówno siateczkowanie, jak i ziarenkowanie. Kolor odnóży jest rudożółty. Odwłok ma brązową barwę. Genitalia samicy są podobne do tych u A. creticornis i A. promissionoides, różniąc się spermateką o części proksymalnej skręcając się robiącej jeden okrąg, a nie półtorej takowego.
Owad afrotropikalny, znany wyłącznie z Kenii. Spotkany na wysokości 1900 m n.p.m.